# El Perelló (kommunhuvudort)
El Perelló är en kommunhuvudort i Spanien.   Den ligger i provinsen Província de Tarragona och regionen Katalonien, i den östra delen av landet, 400 km öster om huvudstaden Madrid. El Perelló ligger 142 meter över havet och antalet invånare är 2 895.
Terrängen runt El Perelló är platt åt sydost, men åt nordväst är den kuperad. En vik av havet är nära El Perelló åt sydost.  Närmaste större samhälle är Deltebre, 17,2 km söder om El Perelló. Omgivningarna runt El Perelló är i huvudsak ett öppet busklandskap.